# Rozpucie
Rozpucie (dawniej Rospucze, w latach 1977–1981 Tkaczowa) – wieś w Polsce położona w województwie podkarpackim, w powiecie sanockim, w gminie Tyrawa Wołoska.
W skład sołectwa Rozpucie wchodzą: Rozpucie, Kreców i Lachowa

## Części wsi
| SIMC    | Nazwa    | Rodzaj    |
| ------- | -------- | --------- |
| 0361353 | Brzózka  | część wsi |
| 0361360 | Huty     | część wsi |
| 0361376 | Młyniska | część wsi |
| 0361382 | Moczary  | część wsi |
| 0361399 | Przerwy  | część wsi |

## Historia
Od 1340 do 1772 ziemia sanocka, województwo ruskie. W początkach XV w. należała do Mikołaja Czeszyka. Do 1914 powiat sanocki, pow. podatkowy Bircza, austriacka prowincja Galicja.
Wieś lokowana na prawie wołoskim ok. roku 1530 przez Stecza Dablowicza. Zgodnie z uzyskanym przywilejem wieś miała liczyć 18 kolonów, sołectwo, karczmę oraz księdza, okres wolnizny miał trwać 24 lata. Własność szlachecka rodu Tyrawskich, potomków Czeszyka. Następni właściciele Humniccy. W połowie XIX wieku właścicielem posiadłości tabularnej Rospucze był Stanisław hr. Humnicki. W XX wieku własność Roberta Donisa.
Na przełomie roku 1913/14 cieśla Marian Bilański zbudował dzięki fundacji Leokadii Żuk-Skarszewskiej nowy drewniany kościół rzymskokatolicki pw. Krzyża św. i Matki Boskiej Królowej Polski. Świątynia jest dwudzielna, kryta dachówką, szalowana deskami. We wnętrzu zachowały się elementy wyposażenia świątyni z XVIII wieku.
W latach 1975–1998 miejscowość administracyjnie należała do województwa krośnieńskiego.